# エンリケ・セレソ
エンリケ・セレソ・トーレス（Enrique Cerezo Torres、1949年9月18日- ）は、スペインの映画プロデューサー、実業家、投資家。 2003年5月28日からプリメーラ・ディビシオンのアトレティコ・マドリード会長を務めている。また、 エンリケ・セレソ・プロデュケーションズ・シネマトグラーフィカスやローカルテレビ局の8 madrid、マドリードの映画館チェーンのConde Duque、ビデオ・オン・デマンド・インターネット会社のFlix Oléのオーナーでもある。
スペイン映画の70％以上の作品の権利を保有しており、スペイン国内の映画部門のリーダー的存在となっている。

## 映画の経歴
1971年、映画『Vente a Alemania, Pepe』のカメラアシスタントとして映画界に入った。3年後、『La sonrisa del Sol: Almería』の監督を務めた。
映画プロデューサーとしては、Enrique Cerezo - Producciones Cinematográficasを所有しており、それまでにも何本かの映画を制作していたが、1990年代からプロデューサーとしてキャリアを積み始めた。
1998年からは、スペインとアメリカ他数カ国から映画製作者を集めた組織「EGEDA」（視聴覚著作権管理団体）の会長を務めている。
2010年11月には、2009/2010年の最優秀映画製作者に贈られるウエルバ映画祭のシティ・オブ・ウエルバ賞を受賞した。

## アトレティコ会長として
2003年5月30日、いくつかの制裁と資格剥奪を経て、ヘスス・ヒルはアトレティコ・マドリードの会長を辞任し、後任には1987年から副会長を務めていたエンリケ・セレソが就任した。
当初から、特に2004年5月14日のヘスス・ヒルの死後、ヘスス・ジルの息子であり相続人でもあるCEOのミゲル・ アンヘル・ヒル・マリンとクラブの経営を分担した。
アトレティコ・マドリードが欧州大会への出場権を得たのは、会長に就任してから4年後のことだった。2006-07シーズン、ハビエル・アギーレを監督に招聘。また、クラブの技術秘書で元スペイン代表のトニ・ムニョスのアイデアでセルヒオ・アグエロを獲得し、フェルナンド・トーレスとの2トップは得点を量産した。そのシーズン、チームは選手の怪我に苦しむも、リーグ戦では7位、インタートトカップとUEFAカップの出場機会を得ることができた。
2007年にはエスタディオ・ビセンテ・カルデロンをマドリード市に売却し、チームのキャプテンであるフェルナンド・トーレスをリバプールに売却した。
2007-08シーズン、チームは12年ぶりに再びチャンピオンズリーグ出場権を獲得した。
2009-10シーズン、2010年5月12日にドイツのハンブルクにあるHSHノルトバンク・ アレーナで行われヨーロッパリーグ決勝戦では、イングランドのフラムにを破り優勝した。クラブがタイトルを獲得したのは1996年以来となった。また、コパ・デル・レイの決勝戦にも出場したが、セビージャで敗れた。ただ、決勝戦のアトレティコサポーターの人数はマドリード外での試合でクラブ史上最多の数を記録した。
ヨーロッパリーグを制覇したアトレティコ・マドリードは、2010年8月27日、モナコのスタッド・ルイ・ドゥで欧州スーパーカップ、インテル・ミラノ（同年チャンピオンズリーグ優勝）と対戦し、ホセ・アントニオ・レジェスとセルヒオ・アグエロのゴールで2-0で下し、同シーズンに2度目の国際タイトルを獲得した。
2010年11月29日、セレソはシーズンの功績を評価され、インテル・ミラノの会長、マッシモ・モラッティと一緒にティエポロ賞を受賞した。
2011年12月にディエゴ・シメオネを監督に招聘すると、すぐにヨーロッパリーグではアスレティック・クルブを破り優勝する。2012-13シーズンにはコパ・デル・レイ決勝でレアル・マドリードを破り優勝する。翌シーズン、クラブはリーガ・エスパニョーラ優勝を果たし、クラブ史上最高得点となる勝ち点90を獲得した。同年、スーペルコパでもレアル・マドリードと対戦し、合計2-1で勝利している。また、クラブはチャンピオンズリーグ決勝に2度（2013-14、2015/16）進出した。
2017-18シーズン、3億1000万ユーロの支出を経て、クラブは本拠地をエスタディオ・メトロポリターノに移動する。

## アトレティコ・マドリードに関する略年表
- 2003年 アトレティコ・マドリードの会長職に就く
- 2006-07 国内リーグ7位、インタートトカップ出場権獲得
- 2007-08 国内リーグ4位、UEFAチャンピオンズリーグ出場権獲得
- 2009-10 UEFAヨーロッパリーグ優勝

## フィルモグラフィー

### プロデューサーとして
- 1898: スペイン領フィリピン最後の日 (2016)
- Manda huevos (2016)
- La historia de Jan (2016)
- グラン・ノーチェ！最高の大晦日 (2015)
- スガラムルディの魔女 (2013)
- Con la pata quebrada (2013)
- Mañana podría estar muerto (2013)
- ダリオ・アルジェントのドラキュラ (2012)
- La montaña rusa (2012)
- La daga de Rasputín (2011)
- La venganza de Ira Vamp (2010)
- Todos estamos invitados (2008)
- Las 13 rosas (2007)
- La carta esférica (2007)
- The Final Inquiry (2006)
- A golpes (2005)
- Desde que amanece apetece (2005)
- Otros días vendrán (2005)
- Mis estimadas víctimas (2005)
- El chocolate del loro (2004)
- Franky Banderas (2004)
- Tiempo de tormenta (2003)
- El oro de Moscú (2003)
- El vientre de Juliette (2003)
- La vida de nadie (2002)
- La soledad era esto (2002)
- Mad Love (2001)
- El lado oscuro del corazón 2 (2001)
- Antigua, My Life (2001)
- Aunque tú no lo sepas (2000)
- Me da igual (2000)
- ヨイエス (2000)
- Manos a la obra (2000)
- Pídele cuentas al rey (1999)
- El celo (1999)
- Extraños (1999)
- The Long Kill (1999)
- La hora de los valientes (1998)
- Dollar for the Dead (1998)
- La vuelta de El Coyote (1998)
- ファントム (1998)
- La herida luminosa (1997)
- Al límite (1997)
- La pistola de mi hermano (1997)
- La buena estrella (1997)
- The Dog in the Manger (1996)
- Death in Granada (1996)
- Adosados (1996)
- Sombras y luces: Cien años de cine español (1996)
- Brujas (1996)
- Tatiana, la muñeca rusa (1995)
- Así en el cielo como en la tierra (1995)
- Una casa en las afueras (1995)
- Cuernos de mujer (1995)
- las cosas del querer 2ª parte (1995)
- Sálvate si puedes (1995)
- Todo es mentira (1994)
- How to Be Miserable and Enjoy It (1994)
- El tío del saco y el inspector Lobatón (1993)
- Pelotazo nacional (1993)
- Tres palabras (1993)
- Tirano Banderas (1993)
- Intruso (1993)
- El amante bilingüe (1993)
- Aquí, el que no corre... vuela (1992)
- The Tunnel (1988)
- La boda del señor cura (1979)

### 監督として
- La sonrisa del sol: Almería (1974)

### 俳優として
- Torrente 4 (2011)